# Calocarides longispinis
Calocarides longispinis is een tienpotigensoort uit de familie van de Axiidae. De wetenschappelijke naam van de soort is voor het eerst geldig gepubliceerd in 1901 door McArdle.